# عصام باده
عصام باده (انگلیسی: Issam Badda؛ زادهٔ ۱۰ مهٔ ۱۹۸۳) بازیکن فوتبال اهل مراکش بود.
از باشگاه‌هایی که در آن بازی کرده‌است می‌توان به باشگاه فوتبال الفتح و باشگاه فوتبال اتحاد خمیسات اشاره کرد.
وی همچنین در تیم ملی فوتبال مراکش بازی کرده‌است.